# Cotu Văii, Constanța
Cotu Văii (în limba tătară Kiracĭ, în trecut Chiragi/Ciragi, în turcă Kiracı) este un sat în comuna Albești din județul Constanța, Dobrogea, România. La recensământul din 2014 avea o populație de 3333 locuitori.